# Zamek Frankenstein
Zamek Frankenstein (niem. Burg Frankenstein) – zabytkowy zamek  w Eberstadt (Darmstadt), w powiecie Darmstadt-Dieburg Hesji (Niemcy).
W 1252 ustanowiono zamek jako dominium rodu von Frankensteinów. Około 1400 kompleks został rozbudowany o podzamcze od północy z zabudowaniami gospodarczymi i mieszkaniami służby.  W 1662 rodzina  Frankensteinów sprzedała warownie landgrafowi Ludwikowi VI (1630–1678) i kupiła księstwo i zamek Ullstadt w Środkowej Frankonii. Na terenie obiektu stoi kaplica z epitafiami przeniesionymi do jej wnętrza w 1850 i w 1851 z kościoła Świętej Trójcy w Darmstadt-Eberstadt:
- dwuosiowym Irmel von Cleen, córki Gottfrieda i Margarete von Mespelbrunn[4], oraz jej męża Hansa IV von Frankensteina (1533, 1558), syna Conrado i Apaliny von Kranberg[5], z sześcioma herbami rodowymi, po lewej von: Cleen (2),  Mespelbrunn; po prawej: Kranberg, Frankenstein (2). Epitafium znajduje się na północnej ścianie kaplicy.
- Ludwiga von Frankensteina (1540-1606)[6], wnuka Hansa IV, syna Georga Oswalda (ur. 1513) i Krystyna von Flersheim, oraz jego żony Kathariny von Rodenstein, z sześcioma herbami rodowymi, We frontonie herby małżonków von: Frankensteina i Rodenstein. W pilastrach na flankach (po bokach), które zostały zamienione podczas montażu, po dwa herby; po lewej przodków żony, von: Boineburg, Bayer von Boppard; natomiast po prawej przodków męża, von: Flersheim Krystyny (matki), Cleen Irmel (babki Ludwiga). Tarcze strony męża znajdują się po stronie żony i odwrotnie. Epitafium umieszczone na południowej ścianie kaplicy.[7]
- dwukondygnacyjnym Philippa Ludwiga von Frankensteina (1581-1602)[8], jedynego syna Philippa Heinricha von Frankensteina i Anny von Mosbach, które znajdujące się na północnej ścianie kaplicy[9]

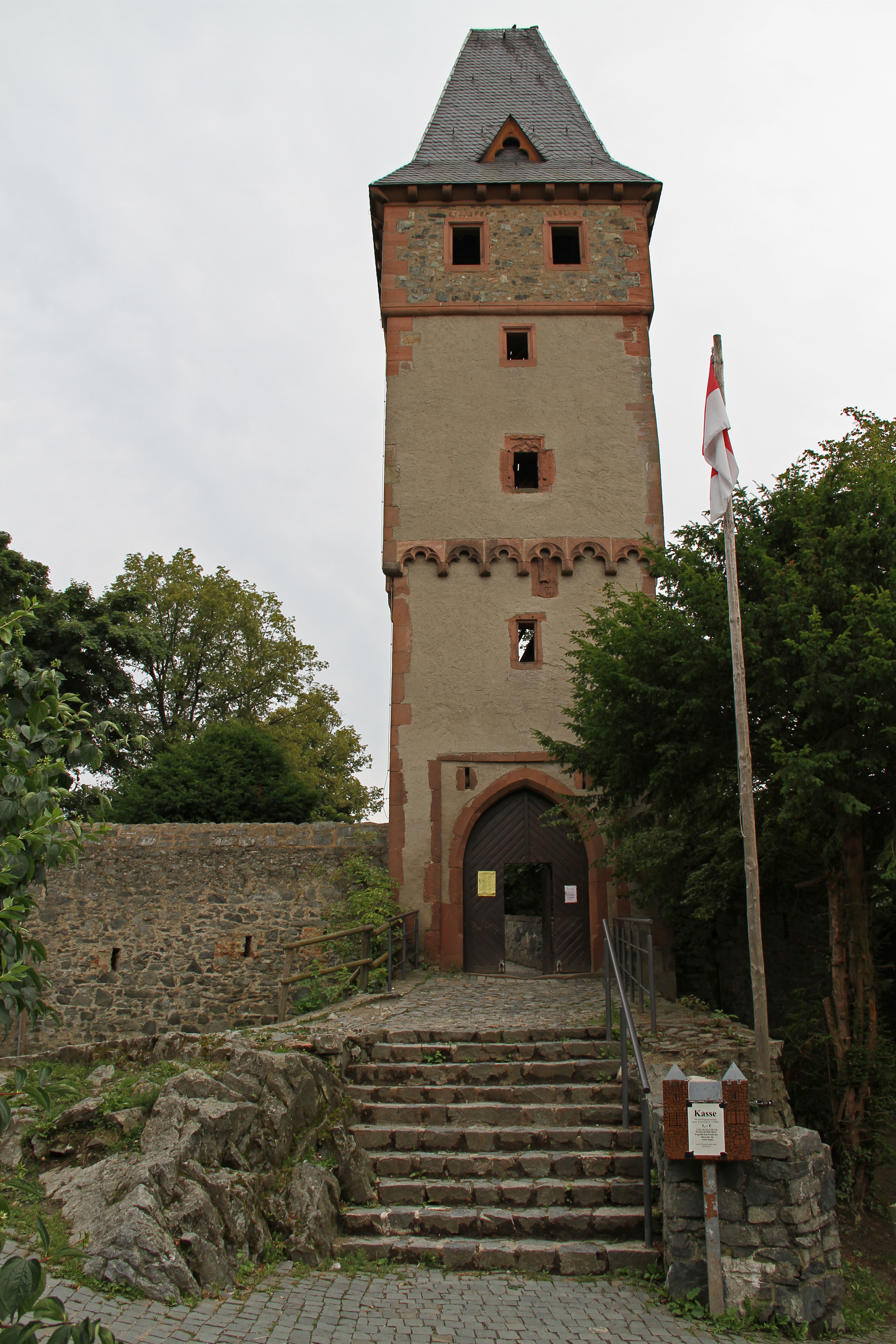
Wieża z herbem von Frankenstein
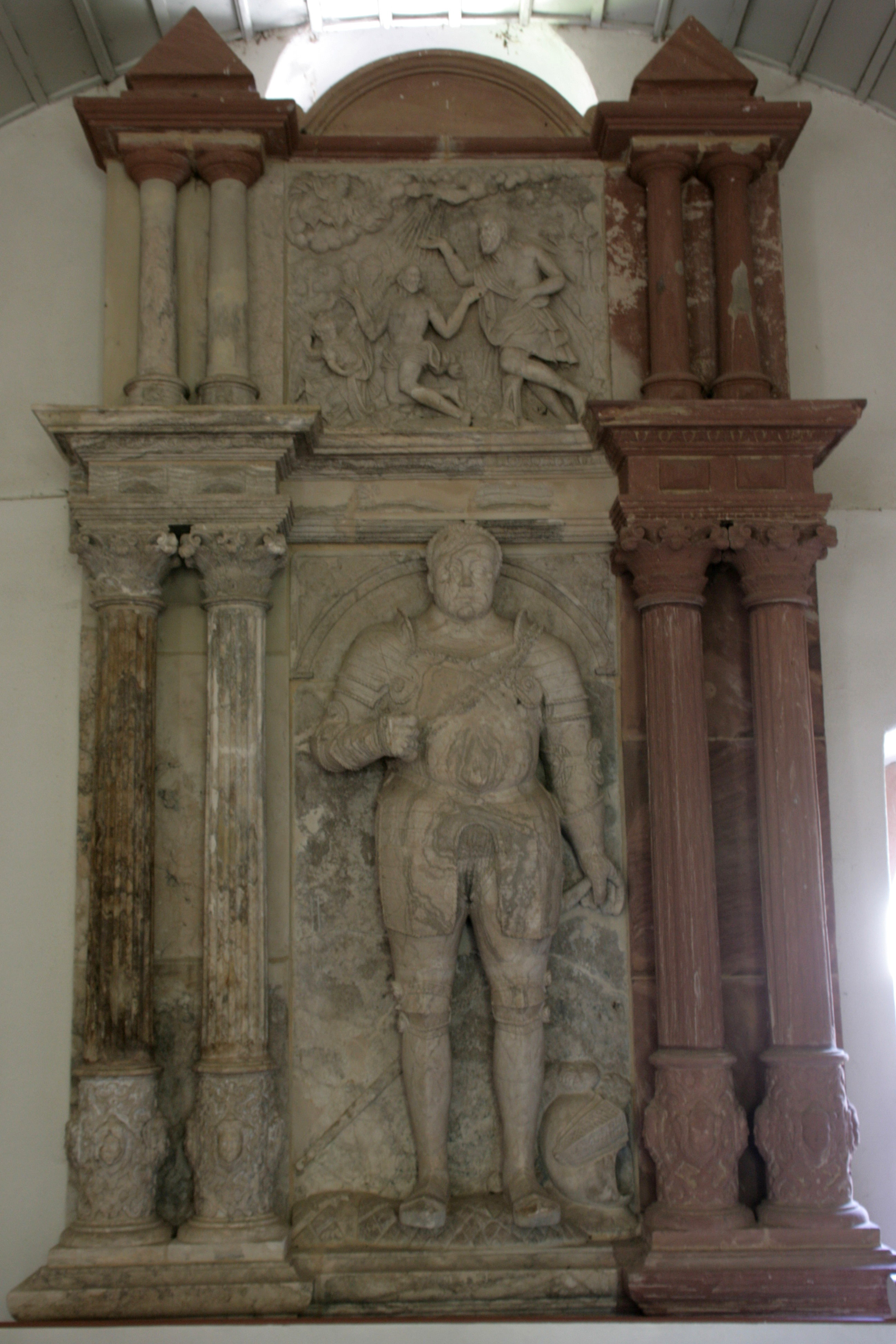
Epitafium Ludwiga Frankensteina (zm. 1602)
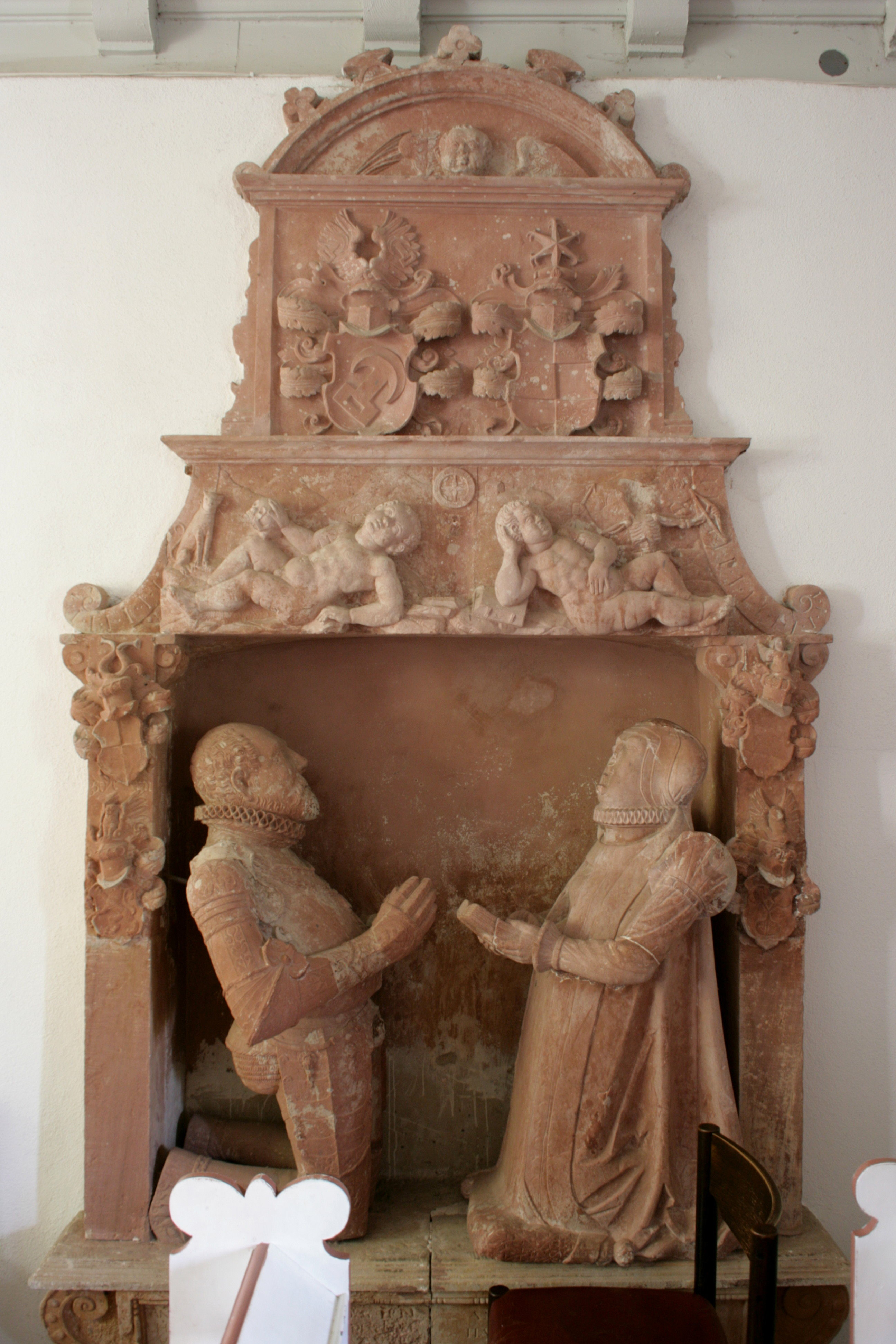
Epitafium z herbami Frankenstein, Rodenstein
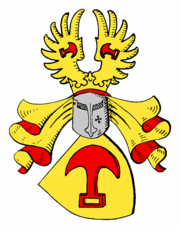
Herb Ludwiga von Frankensteina
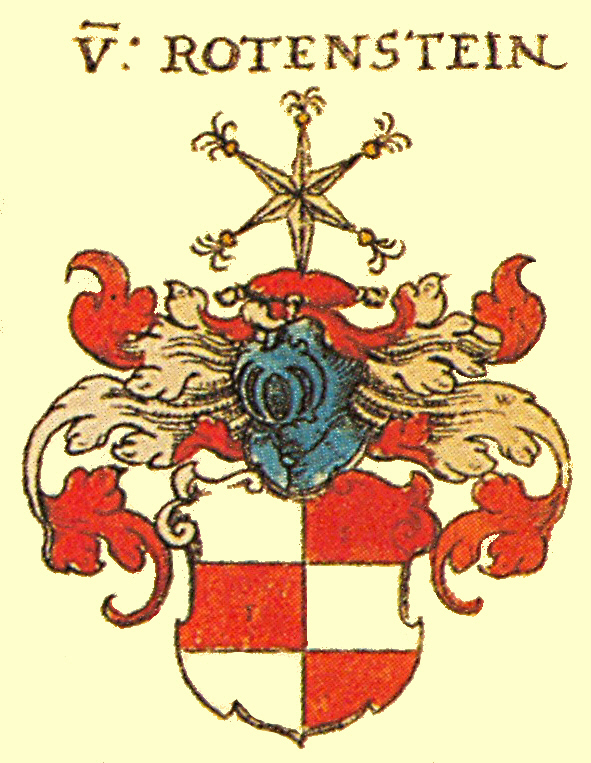
Herb Kathariny von Rodenstein
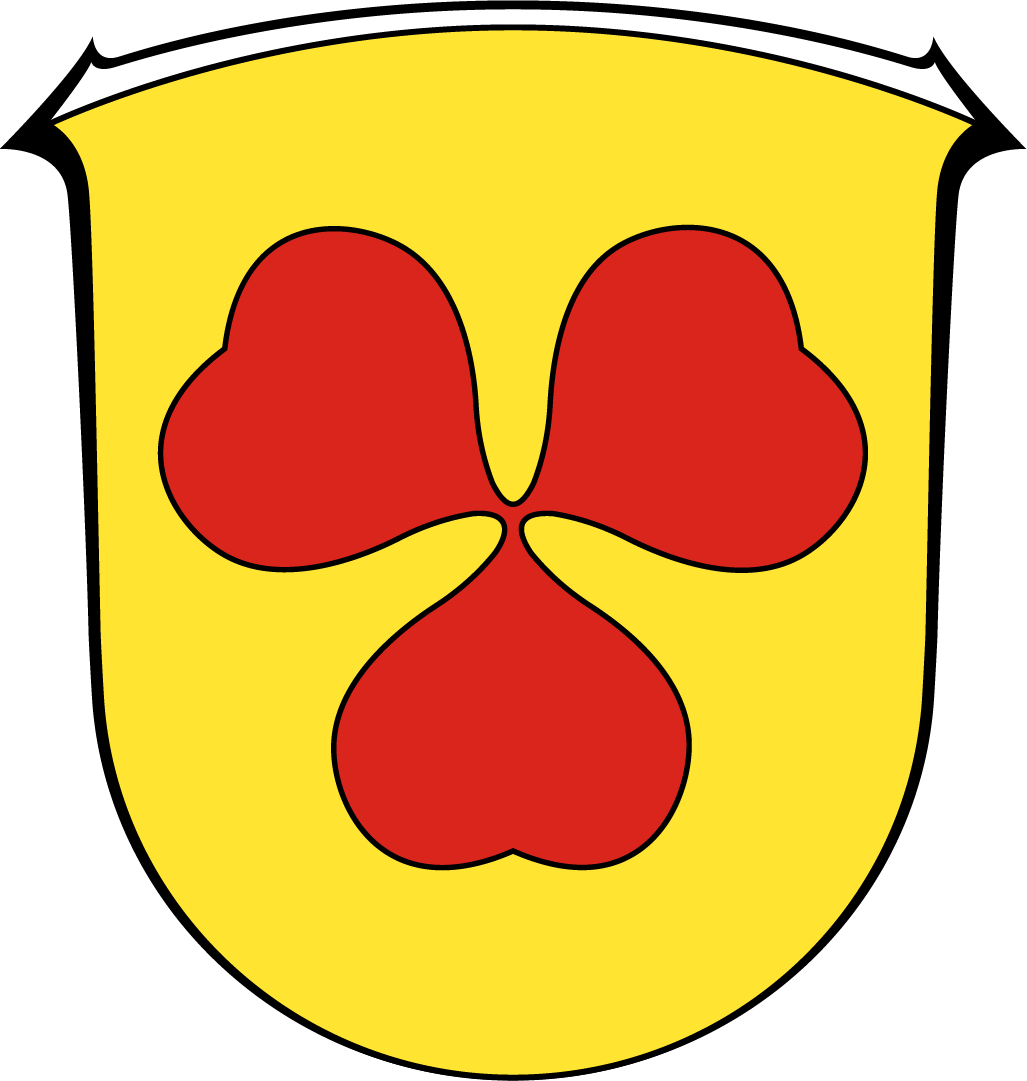
Herb Irmel von Cleen
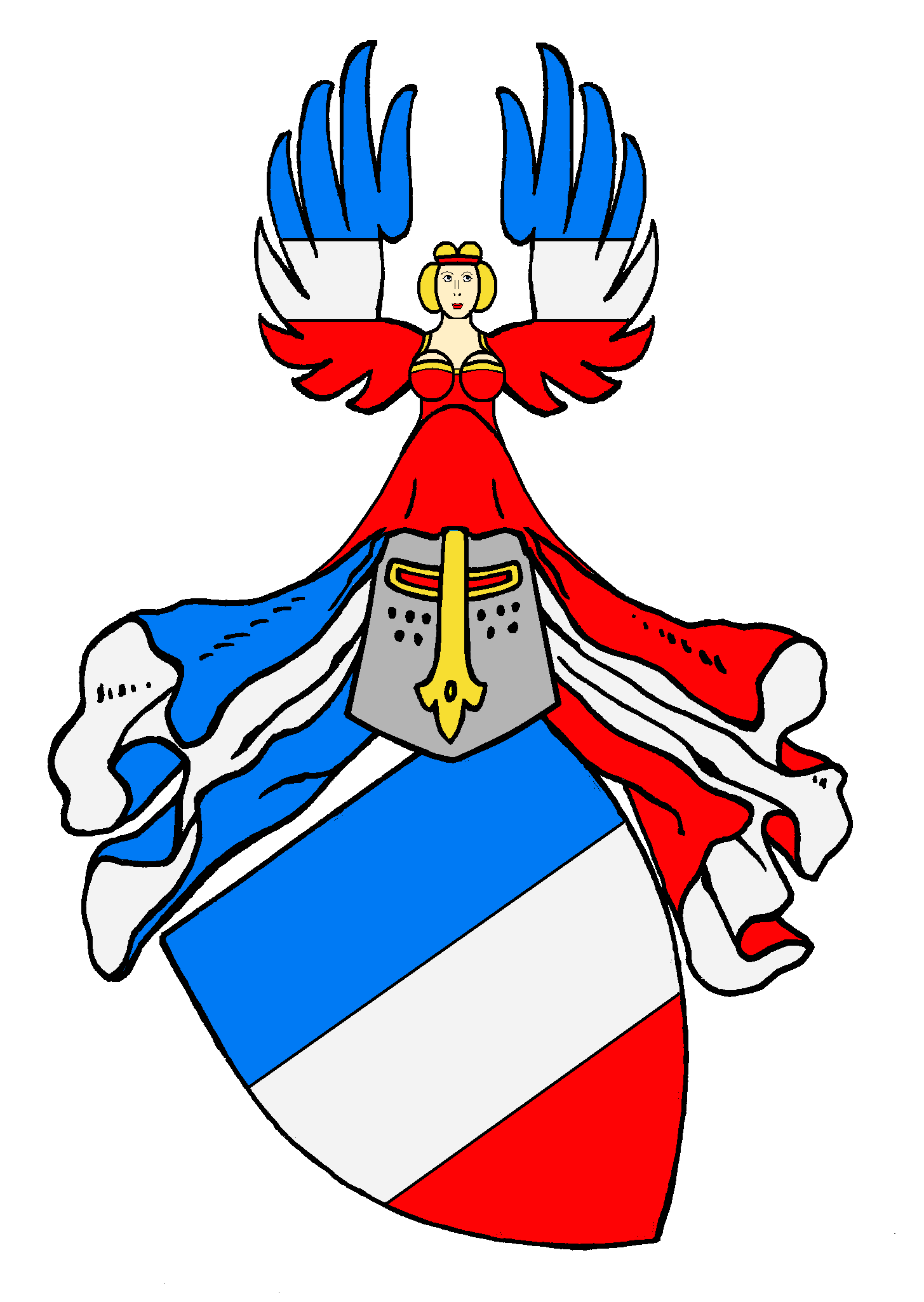
Herb Krystyny von Flersheim
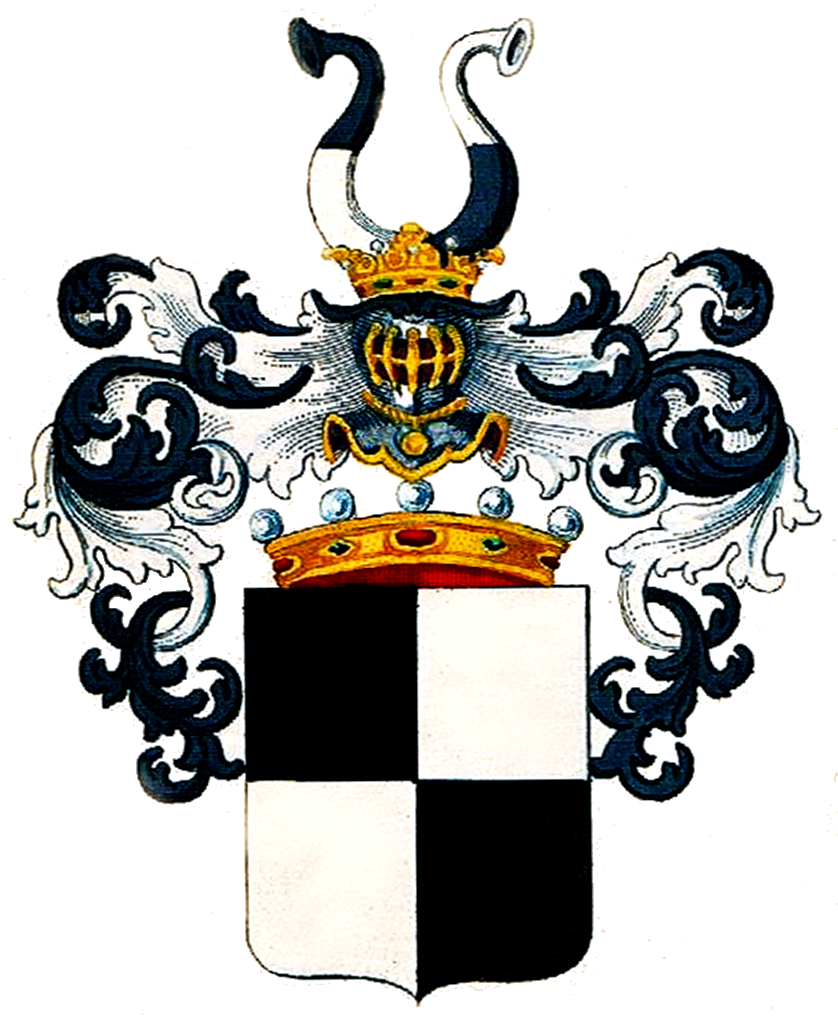
Herb von Boineburg
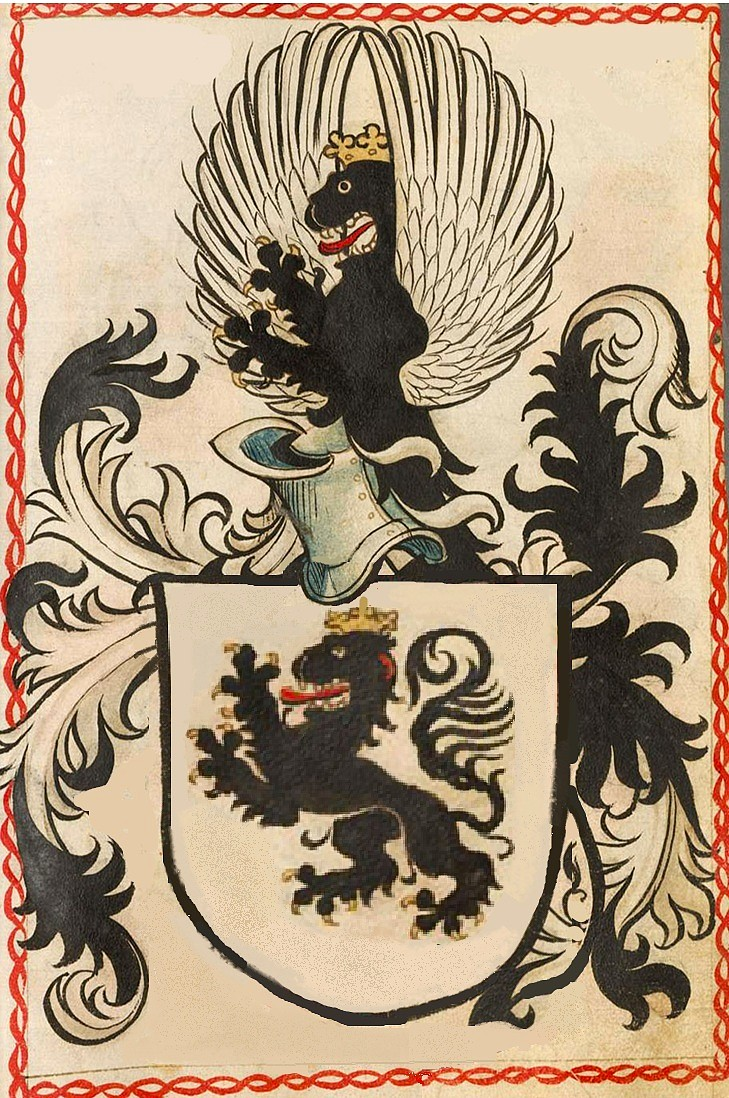
Herb Beyer von Boppard